# Phạm Xuân Thạch
Phạm Xuân Thạch (sinh ngày 19 tháng 04 năm 1976 tại Hà Nội) là một giảng viên và nhà phê bình văn học Việt Nam.

## Lịch sử
Ông Phạm Xuân Thạch sinh ngày 19 tháng 04 năm 1976 tại Hà Nội. Thuở nhỏ, ông học trường Trung học phổ thông chuyên Hà Nội - Amsterdam.
Ông tốt nghiệp khoa Ngữ Văn trường Đại học Tổng hợp Hà Nội năm 1996 và được giữ lại làm giảng viên khoa Văn đến nay.
Trước khi đảm nhiệm công tác giảng dạy, ông từng có thời gian du học Paris.
Ông đồng thời là trưởng khoa Văn (từ 2015), phụ trách các môn Văn học Việt Nam 1900 - 1932, Văn học Việt Nam 1932 - 1945 và chủ nhiệm Câu lạc bộ Điện ảnh.
| “                                  | Một trong những điều tâm đắc của tôi khi đọc nhật ký Đặng Thùy Trâm là những suy nghĩ của chị về đảng cộng sản. Tại sao một người như chị lại vào Đảng khó khăn đến thế ? Tại sao lại vẫn còn trong Đảng sự nghi kị với những người "tiểu tư sản", tại sao trong Đảng có những kẻ cơ hội trong khi những người xứng đáng lại không được đứng trong hàng ngũ của Đảng. Những suy nghĩ ấy của chị luôn làm tôi day dứt và phải suy nghĩ. Tôi đang theo đuổi một đề tài khoa học về văn học chiến tranh ở Việt Nam. Thực ra thì sẽ khó có thể nói về cái gọi là thực hay không thực của một cuốn tiểu thuyết hay truyện ngắn viết về chiến tranh nếu cứ tư duy theo kiểu soi hiện thực vào tiểu thuyết. Mà thực ra thì là sự thực nào ? Anh hùng Núp hay là chị Út Tịch có thật không ? Không nhiều người nghi ngờ về tính "có thật" của những nhân vật này. Vấn đề là họ đã được tái hiện trong văn chương ra sao ? Tại sao 'Nỗi buồn chiến tranh' lại tìm được nhiều sự đồng cảm đến thế (Tôi được biết một chuyện đau lòng xung quanh cuốn tiểu thuyết này: Gần đây trong một đề tài khoa học về tiểu thuyết đương đại ở trường ta, người ta đã lờ đi không nói đến cuốn sách này. Phê phán thì hình như không dám, mà nhìn thẳng vào sự thật thì sợ. Đơn giản là người ta lờ đi) ? Vì những người lính trong ấy được tái hiện vừa cả phần thiên thần lẫn phần quỷ dữ, cả cái cao thượng lẫn cái thấp hèn, cả cái anh hùng lẫn cái yếu đuối, cả cái văn hóa lẫn cái man rợ... Và quan trọng là trong tất cả những cái ấy người ta vẫn cố sống sao cho ra một Con người. Tôi đã xem một série phim của Mỹ về những người lính trong Đệ Nhị thế chiến - 'The band of brothers'. Trong phim ấy, người ta quay cả cảnh lính Mỹ sợ chết, cảnh lính Mỹ đi lấy chiến lợi phẩm, cảnh người sĩ quan khốn khổ vì vợ đã viết đơn li dị... Văn học Việt Nam viết về chiến tranh có dạng hiện thực ấy không, hay chỉ có anh hùng và anh hùng ? Tôi còn giữ một tư liệu. Tấm ảnh gốc người sĩ quan Hồng quân cắm cờ trên nóc nhà Quốc hội Đức. Trên tay anh có hai cái đồng hồ. Nghĩa là anh cũng đi nhặt chiến lợi phẩm. Bình thường thôi mà. Sau này, khi về đến Moscou, người ta xóa đi một cái đồng hồ. Sĩ quan Hồng quân thì phải là thánh. Thế đấy ! Tại sao Đặng Thùy Trâm thu hút người đọc. Tôi không nghĩ đấy là sản phẩm của một chiến dịch lancet, dù chuyện ấy là có. Médias đôi khi làm người ta phản cảm với Đặng Thùy Trâm. Quan trọng hơn là tôi nghĩ người ta tìm thấy ở đây một con người, những suy tư trong lành, những tình cảm thánh thiện. Thế thôi. Như tôi, tôi tìm thấy sự đồng cảm trong những suy nghĩ của chị về đảng cộng sản. | ” |
| — Trích hồi kí Phạm Xuân Thạch [1] | |   |

| “                                  | Có một kỷ niệm nhỏ. Cách đây cũng hơn mười năm rồi. Khi đó, thầy Phạm Quang Long còn làm chủ nhiệm khoa. Tôi khi đó là bí thư đoàn của lớp. Trong một buổi đại hội liên chi đoàn khoa, có cả nhà trường xuống dự, tôi đã đề nghị nên giải tán liên chi đoàn của khoa văn. Vì mấy lẽ: thứ nhất, hoạt động của liên chi không phải là hoạt động của đoàn viên mà của một nhóm cán bộ đoàn. Mọi thứ họ đều im ỉm làm với nhau, có thành tích thì họ hưởng, đoàn viên không thấy có ích lợi gì trong đó nên họ không tham gia. ngay đến tôi khi đó là bí thư đoàn của lớp nhưng đa phần hoạt động của liên chi đều không được biết. Họ gọi nhau đi họp như hội kín, quyết định mọi việc cũng... như hội kín nốt. thứ hai, sinh hoạt đoàn quá cũ kỹ, không phù hợp với đoàn viên. Lần ấy thầy Long rất giận. Cho là tôi làm mất mặt khoa. Dọa đuổi tôi khỏi khoa. Giờ thầy đã đi khỏi trường rồi, nhắc lại cũng chắng làm gì. Còn bây giờ là nỗi buồn của tôi. Sáng kiến thành lập câu lạc bộ văn học cho sinh viên khoa văn của tôi đưa ra đã hơn một tháng. Tôi đã 4 lần liên lạc với những người có chức sắc trong liên chi đoàn. Đề nghị là khi nào Liên chi đoàn họp trù bị chuẩn bị cho đại hội liên chi (mình khoa ta là chưa làm), cho tôi có mặt 15 phút để thuyết trình về sáng kiến này cho các thủ lĩnh sinh viên nghe để xin ý kiến của họ, xem có nên làm hay không và nếu họ thấy bổ ích thì nên trưng cầu ý kiến đoàn viên trong khoa thế nào. Tôi không nghĩ tôi là người sáng suốt. Tôi chỉ có một ý kiến, một mong muốn làm điều gì tốt cho liên chi. Và tôi muốn được trình bày ý kiến ấy trước mọi người. Liên chi bảo tốt tốt, hứa với tôi là sẽ báo cho tôi buổi họp. Vậy mà... Cho đến nay thì họp đã xong rồi mà tôi thì không được báo một câu. Dù tôi luôn hỏi han. Thế là thế nào. hỏi liên chi thì liên chi bảo là sẽ đưa vào phương hướng nhiệm kỳ tới. Một lời hứa. Và không biết nó có thật không. Và thực ra tôi đâu cần đưa vào phương hướng. Tôi muốn được đối thoại với đoàn viên, muốn xem ý kiến các bạn ấy thế nào, nếu các bạn ấy thấy cần thì làm. Vậy mà... Hay là sự có mặt của tôi sẽ làm nguy hại gì đó cho "an ninh quốc gia" của liên chi ? Thú thực tôi không hiểu, hay liên chi là một cái hội kín ? Và đã vậy, thì đừng bao giờ các bạn than thở về chuyện chi đoàn cán bộ không giúp đỡ gì các chi đoàn sinh viên, lỗi không phải tại chúng tôi. Tôi đang nghĩ, đến một lúc nào đó, tôi sẽ tạm biệt cái 4rum này. Chẳng phải vì gì đâu - Vì buồn. Các bạn nghĩ sao về điều này và về liên chi khoa ta ? | ” |
| — Trích hồi kí Phạm Xuân Thạch [2] | |   |

## Công trình

### Tản văn
- Ba thập niên đầu thế kỷ XX và sự hình thành “trường văn học” ở Việt Nam[2]
- Ba lựa chọn hay là con đường đi của phê bình lý luận văn chương
- Sáng tác của Thạch Lam trong đời sống văn học Việt Nam trước 1945
- Tiếp cận một phương diện của lịch sử văn học Việt Nam từ những tiền đề thực tiễn và lý thuyết mới
- Le roman occidental et la naissance du roman au Sud vietnamienne au début du 20e siècle - le cas Ho Bieu Chanh
- Tiểu thuyết Hồ Biểu Chánh – nhìn từ sự phát triển của văn học và văn hóa Nam Bộ đầu thế kỷ XX
- Tiểu thuyết Việt Nam đương đại - suy nghĩ từ những tác phẩm về chủ đề lịch sử
- Về sự nghiệp khoa học của Bakhtin
- Phê bình - Nhìn từ gốc[3]

### Luận văn
- Văn học dịch và tiến trình hiện đại hóa văn học Việt Nam giai đoạn giao thoa (viết chung). Tạp chí Văn Học, số ra tháng 04 năm 2000.
- Từ bản dịch 'Những kẻ khốn nạn' của Nguyễn Văn Vĩnh năm 1925, nhìn nhận về sự thẩm thấu của một số mô hình tiểu thuyết phương Tây vào thực tế văn học Việt Nam đầu thế kỷ XX. Tạp chí Văn Học, số ra tháng 07 năm 2002.
- Sự thẩm thấu của một số mô hình tiểu thuyết phương Tây vào thực tế văn học Việt Nam đầu thế kỷ XX. Tạp chí Nhà Văn, số ra tháng 07 năm 2002.
- Tiếp cận một phương diện của lịch sử văn học Việt Nam từ những tiền đề thực tiễn và lý thuyết mới. Kỷ yếu hội thảo Các nhà khoa học trẻ của Đại học Quốc gia Hà Nội, 2002.
- Quá trình cá nhân hóa hư cấu - tự sự đương đại Việt Nam về đề tài lịch sử giữa truyền thống và hiện đại. Kỷ yếu hội thảo quốc tế về Việt Nam học lần II, 2004.
- Quá trình cách tân và những giới hạn trong sự nghiệp sáng tác văn xuôi của Tản Đà Nguyễn Khắc Hiếu. Tạp chí Nghiên cứu Văn Học.
- 'Nỗi buồn chiến tranh' - viết về chiến tranh thời hậu chiến, từ chủ nghĩa anh hùng đến nhu cầu đổi mới bút pháp. Kỷ yếu hội thảo khoa học kỷ niệm 30 năm giải phóng miền Nam thống nhất đất nước, Hà Nội, tháng 04 năm 2005.
- Những sắc mầu thi ca trên dòng sông đất nước. Tạp chí Nghiên cứu Văn Học, số ra tháng 07 năm 2005.

### Đề tài khoa học
- Thi pháp truyện ngắn Thạch Lam. Đề tài khoa học cấp Đại học Quốc gia Hà Nội, thực hiện chung với PGS-TS. Hà Văn Đức, đã nghiệm thu.
- Bước đầu tìm hiểu sự vận động của một số thể loại nhỏ trong đời sống văn học và báo chí ở Việt Nam ba mươi năm đầu thế kỷ XX. Đề tài khoa học cấp trường Đại học Khoa học Xã hội và Nhân văn Hà Nội, đã nghiệm thu.

### Ấn phẩm
- Thơ Tản Đà - Những lời bình. Nhà xuất bản Văn Hóa Thông tin Hà Nội, 2000
- Quá trình hiện đại hóa văn học Việt Nam 1900 – 1945 (viết chung). Nhà xuất bản Văn Hóa Thông tin Hà Nội, 2000

### Dịch phẩm
- Cao Hành Kiện chống lại tính hiện đại hóa mĩ học. Mabel Lee, Đại học Sydney
- Một thi học đổ nát. Julia Kristeva
- Nghiên cứu phim (Warren Buckland). Phạm Ninh Giang dịch, Phạm Xuân Thạch hiệu đính
- Hướng dẫn viết về phim  (Timothy Corrigan). Đặng Nam Thắng dịch, Phạm Xuân Thạch hiệu đính

## Liên kết
1. ↑  Công bố quyết định bổ ban chủ nhiệm khoa Văn Học nhiệm kỳ 2015-20
2. ↑  Nghiên cứu văn học Việt Nam - Những khả năng và thách thức
3. ↑  Phê bình - Nhìn từ gốc

- Đặng Thân - Tọa đàm 3.3.3.9
- Văn học trẻ chưa thật trưởng thành
- Cái khổ nhất bây giờ là nhà trường quá cô độc[liên kết hỏng]
- Một cuốn sách rác về mặt đạo đức
- Tinh thần Đài Loan trong sáng tác của nhà văn Diệp Thạch Đào[liên kết hỏng]